# أولاد موسى بن احمد الجنوبية (بني بوحمدون الجنوبية)
أولاد موسى بن احمد الجنوبية هو دُوَّار يقع بجماعة رأس عصفور، إقليم جرادة، جهة الشرق في المملكة المغربية. ينتمي الدوّار لمشيخة بني بوحمدون الجنوبية التي تضم 5 دواوير. يقدر عدد سكانه بـ 36 نسمة حسب الإحصاء الرسمي للسكان والسكنى لسنة 2004.

## روابط خارجية
- البوابة الوطنية للجماعات الترابية
- المندوبية السامية للتخطيط